# Бжезінка (Нижньосілезьке воєводство)
Бжезінка (пол. Brzezinka, нім. Briese) — село в Польщі, у гміні Олесниця Олесницького повіту Нижньосілезького воєводства.
Населення — 310 осіб (2011).
У 1975—1998 роках село належало до Вроцлавського воєводства.

## Демографія
Демографічна структура станом на 31 березня 2011 року:
|          | Загалом | Допрацездатний вік | Працездатний вік | Постпрацездатний вік |
| -------- | ------- | ------------------ | ---------------- | -------------------- |
| Чоловіки | 159     | 31                 | 110              | 18                   |
| Жінки    | 151     | 34                 | 84               | 33                   |
| Разом    | 310     | 65                 | 194              | 51                   |